# Carabiniere (F 581)
La fregata Carabiniere della classe Alpino è stata tra le prime navi costruite per la Marina Militare Italiana nel dopoguerra, entrando in servizio alla fine degli anni sessanta. Armata con 6 cannoni da 76/62mm MMI della Oto Melara, e un elicottero AB212 in versione ASW, aveva anche una forte componente imbarcata antisommergibile con 2 lanciasiluri tripli MK 32 per siluri da 324mm e 1 mortaio “Menon”.
Le pinne stabilizzatrici antirollio in dotazione permettevano l'impiego degli elicotteri e delle armi anche in condizioni meteorologiche avverse e la propulsione tipo CODAG con due turbine a gas Tosi-Metrovic permetteva buoni spunti di velocità oppure una navigazione economica, a seconda delle circostanze.

## Costruzione
La nave fu costruita nel cantiere navale di Riva Trigoso col nome di Climene, ma durante la fase di costruzione nel giugno 1965 venne ribattezzata Carabiniere.

## Servizio
La nave è stata inquadrata nel 1º Gruppo Navale d'Altura della I Divisione Navale, nella base di La Spezia. Il loro compito operativo delle unità di questa classe era quello di scoperta, localizzazione e distruzione di sommergibili, protezione di convogli e forze navali dalla minaccia subacquea, scorta ravvicinata antisommergibile, antiaerea e antinave.

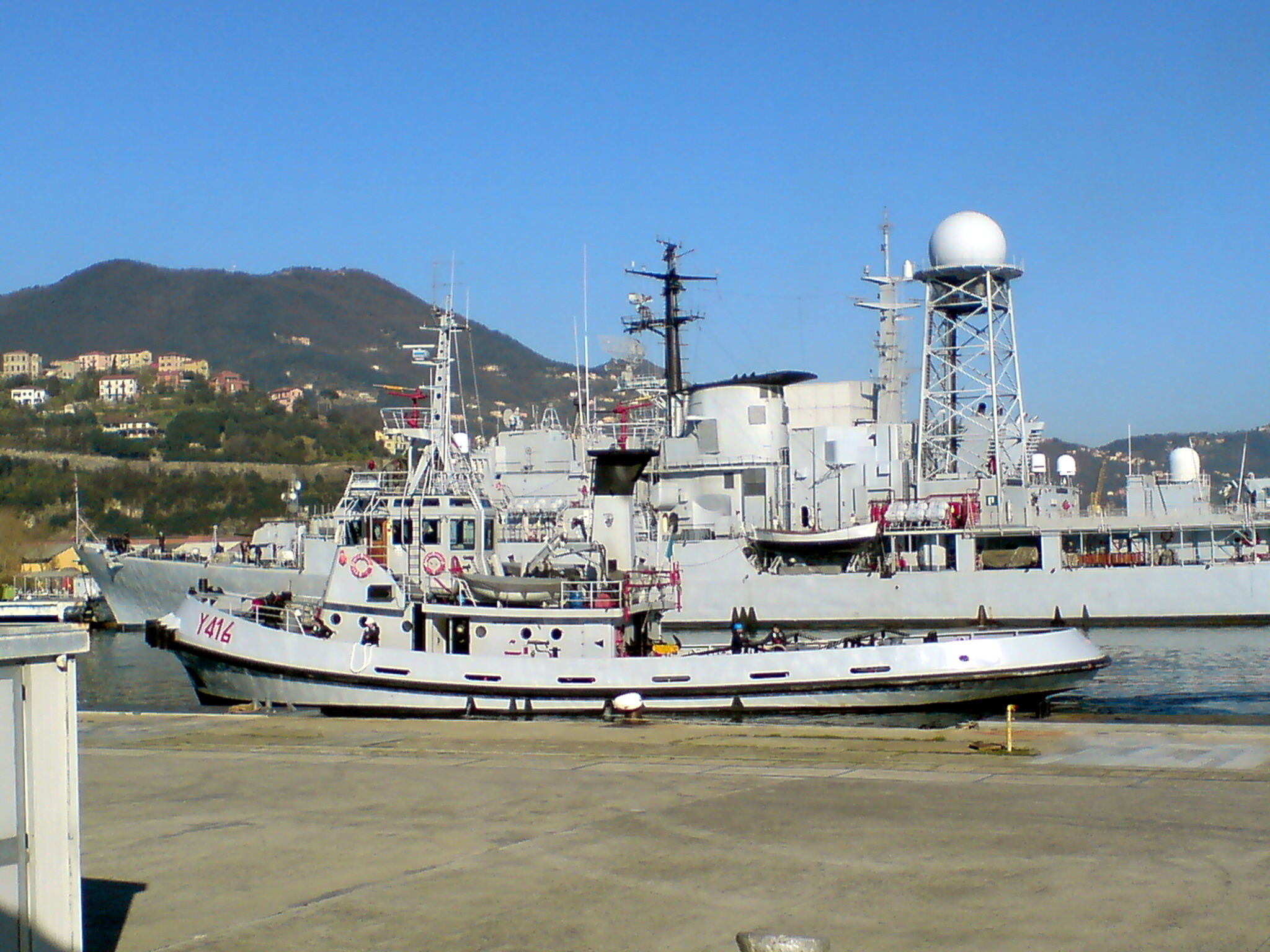
Il Carabiniere nel ruolo di nave esperienze a La Spezia dietro il rimorchiatore Porto Torres; visibile il traliccio con il radar EMPAR

Nel 1973 la nave venne impiegata anche in una crociera estiva come nave scuola in favore degli Allievi del 1º anno di Corso dell'Accademia di Livorno. In quell'estate, in seguito all'indisponibilità dell'Amerigo Vespucci, a causa del protrarsi dei lavori di manutenzione, la crociera estiva degli Allievi del 1º anno di Corso venne riprogrammata con itinerari differenti, sparpagliati a rotazione su quattro navi di squadra: Etna, Doria, Impavido e Carabiniere. Il Carabiniere, al comando del Capitano di fregata Mariotti, insieme all'Impavido, al comando del Capitano di vascello Pirozzi, nel corso della crocierà effettuò visite a Taranto, Suda, Sebastopoli, Odessa, Istanbul, Portoferraio.
Il Carabiniere dopo avere svolto per circa un quarto di secolo attività di squadra, dal 1º aprile 1992 è stata posto alle dipendenze di Maridipart La Spezia e sottoposto ad un ciclo di grandi lavori, terminati il 31 dicembre 1994 che hanno comportato lo sbarco di cinque dei sei cannoni 76/62 e del lanciabombe antisom K 113 Menon per essere destinato a compiti di piattaforma per lo sviluppo dei sistemi di combattimento che la Marina Militare impiegherà sulle unità navali di nuova generazione.
Il Carabiniere ha rilevato in questo compito Nave Quarto che inizialmente costruita come nave da sbarco si era dimostrata non idonea al compito cui era stata destinata ed era stata adattata a nave esperienze rilevando nel 1975 in tale compito l'Aviere.
Il Carabiniere ha mantenuto la matricola F 581 pur essendo destinato ad un diverso ruolo. Tra i sistemi sperimentati il sistema VLS A-43, il Sistema antisiluro SLAT, il radar multifunzionale EMPAR (European Multifunction Phased Array Radar) SPY-790 parte integrante del sistema missilistico PAAMS (Principal Anti Air Missile System) che al termine della sperimentazione ha visto il suo impiego sulla Cavour e verrà impiegato sulle unità del programma Orizzonte, che è stato montato su un traliccio appositamente costruito a poppavia.
Il ruolo di nave esperienza era stato ricoperto anche dalla precedente unità con il nome Carabiniere, costruita anche questa a Riva Trigoso e varata nel 1938, che venne utilizzato in tale compito a partire dal 1960.
Nave Carabiniere ha ammainato per l'ultima volta la sua bandiera il 19 novembre 2008 nel corso di una cerimonia che si è svolta presso la banchina scali dell'Arsenale della Marina Militare di La Spezia.
La nave è stata demolita presso l'Arsenale di La Spezia.

## Nome
Il nome dell'unità ricorda l'Arma dei Carabinieri e questa è stata la terza unità a portare questo nome. A portare per primo il nome Carabiniere era stato un cacciatorpediniere della Regia Marina costruito a Sestri Ponente e varato nel 1909 che prese parte alla guerra italo-turca e al primo conflitto mondiale, prestando servizio fino al 1925.
Successivamente il nome è stato assegnato al già citato Carabiniere varato nel 1938 e, dopo la guerra, integrato nella Marina Militare ricevendo in seguito all'entrata dell'Italia nella NATO il distintivo ottico D 551 e che dopo aver lasciato il servizio di squadra nel 1958 venne successivamente utilizzato come nave esperienze a partire dal 1º dicembre 1960, ricevendo in seguito a tale riclassificazione il nuovo distintivo ottico A 5314; dopo essere stato ritirato dal servizio alla fine del 1964 fu posto in disarmo nel febbraio 1965 e demolito nel 1979.